# 姫見台
姫見台（ひめみだい）は、愛知県田原市の地名。丁番を持たない単独町名である。

## 地理
田原市の北東部に位置している。

## 世帯数と人口
2015年（平成27年）10月1日現在の世帯数と人口は以下の通りである。
| 町丁   | 世帯数  | 人口  |
| ------ | ------- | ----- |
| 姫見台 | 168世帯 | 387人 |

### 人口の変遷
国勢調査による人口の推移
| 2005年（平成17年） | 360人 | [ 5 ] |  |
| 2010年（平成22年） | 392人 | [ 6 ] |  |
| 2015年（平成27年） | 387人 | [ 2 ] |  |

## 学区
市立小・中学校に通う場合、学区は以下の通りとなる。また、公立高等学校に通う場合の学区は以下の通りとなる。
| 番・番地等 | 小学校             | 中学校             | 高等学校 |
| ---------- | ------------------ | ------------------ | -------- |
| 全域       | 田原市立童浦小学校 | 田原市立田原中学校 | 三河学区 |

## 施設
- 姫見台公園
- 姫見台集会場

## その他

### 日本郵便
- 郵便番号 : 441-3405[3]（集配局：田原郵便局[9]）。